# Пангаї (Хаапай)

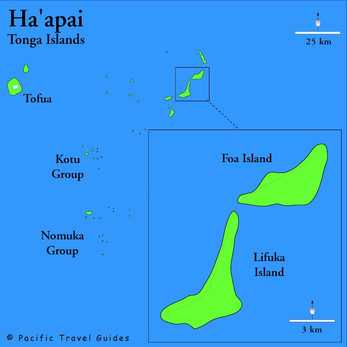

Пангаї (тонг. Pangai, англ. Pangai) — місто Тонга, адміністративний центр округу Хаапай. Населення міста разом з двома предмістями (Холопека і Коуло) становить близько 3000 мешканців. Розташоване на острові Ліфука, групи островів Хаапай. На північ від міста розташований аеропорт островів Хаапай — Salote Piolevu Airport.